# Cornellà del Terri
Cornellà del Terri és un municipi de la comarca del Pla de l'Estany, anomenat fins al 1989 Cornellà de Terri. És important la seva Festa de l'Arbre i Ball del Cornut de Cornellà de Terri que cada dilluns de Pasqua se celebra en aquesta localitat.

## Geografia
- Llista de topònims de Cornellà del Terri (Orografia: muntanyes, serres, collades, indrets..; hidrografia: rius, fonts...; edificis: cases, masies, esglésies, etc).

| Entitat de població     | Habitants (2023) |
| Cornellà del Terri      | 1.159            |
| Borgonyà                | 478              |
| Sords                   | 183              |
| Ravós del Terri         | 137              |
| Corts                   | 129              |
| Santa Llogaia del Terri | 124              |
| Pujals dels Pagesos     | 100              |
| Pujals dels Cavallers   | 73               |
| Pont-xetmar             | 19               |
| Sant Andreu del Terri   | 11               |
| Font: Idescat           |                  |

## Toponímia
El nom Cornellà es creu que podria derivar del cognom romà Cornelu o Cornelià. Es podria referir al propietari d'una explotació agrícola, fundus Cornelianus.
El topònim Terri apareix per primera vegada a mitjan segle ix amb motiu de la fundació de la fel·la monàstica de Sant Andreu que és situada super fluviam Sterriam', que significa damunt del curs del Terri. L'origen d'aquest topònim es creu que podria ser d'origen preromà que significaria riu, corrent d'aigua o rierol.

## Història[2]
El 19 d'agost de 1337 el rei Pere el Cerimoniós atorga la Carta Pobla (que deslliura els habitants de La Vall de certes obligacions). L'any 1367 es concedeix autorització per formar un Consell Municipal (per governar el municipi) i també cal ressaltar quan el Rei Pere autoritza enderrocar part del castell de Cornellà (l'enderroc afectaria majorment les muralles i el fossat) destinat-ne una part a hospital per a caminants i pobres (el Rei cedí els drets que tenia sobre la torre, els valls i les pedres per fer aquesta edificació) al sosteniment del qual, entre d'altres, va participar l'infant D. Joan amb el manteniment perpetu d'un llit de l'hospital, el cobrellit del qual havia de dur brodat l'escut reial.
L'any 1385 s'hostatjaven a Cornellà la reina Sibil·la de Fortià, l'infant D. Joan i la seva esposa Violant de Bar (ducs de Girona). L'any 1391 pagesos de diferents pobles del municipi varen participar, de forma virulenta, a l'assalt del Call jueu de Girona. Més endavant a la Bastida de Borgonyà fou pres l'abat de Banyoles Francesc de Xetmar per part de la cavalleria castellana, en la guerra civil catalana (1460-1472). Recordar que, en plena Guerra dels Pagesos de Remença, per la Vall passà en Pere Joan Sala Serrallonga en lluita constant contra senyors i nobles, fita que podria ser l'inici de la supressió dels “mals usos” per part dels feudals i, qui sap, el començament de les commemoracions tradicionals que cada any se celebren a la Plaça del Maig el Dilluns de Pasqua: “La Plantada de l'Arbre del Maig” i el “Ball del Cornut”.
Al segle xvii i XVIII Cornellà fou escenari de les guerres sostingudes amb França i convertida en campament militar, tan aviat per les tropes franceses com per les tropes espanyoles. En tenim coneixement perquè Joan Roura, domer ho va deixar escrit en la “Consueta”, així com altres fets, costums, tradicions i cultius del poble. Durant la tercera guerra carlina la població de Cornellà va prendre part en una de les batalles sostingudes entre el general Savalls i Cirlot. A principis del segle xx apareix un “boom” musical amb la formació i les actuacions del “Trio Victòria” format per músics del municipi: Josep Casadevall, Miquel Jou i Jaume Baró. També la fundació de la Cobla-Orquestra “La Selvatana” el 1913 per part, entre d'altres de: Pere Arpa, Cebrià Gratacós, Joan Casadevall i Joan Comas, veïns de Cornellà del Terri.
Fins a la publicació del Reial Decret de 27 de juny de 1916 el municipi es deia simplement Cornellà.

## Demografia
| 1497 f | 1515 f | 1553 f | 1717 | 1787  | 1857  | 1877  | 1887  | 1900  | 1910  |
| ------ | ------ | ------ | ---- | ----- | ----- | ----- | ----- | ----- | ----- |
| 108    | 135    | 125    | 592  | 1.382 | 1.946 | 2.092 | 2.079 | 1.722 | 1.904 |

| 1920  | 1930  | 1940  | 1950  | 1960  | 1970  | 1981  | 1990  | 1992  | 1994  |
| ----- | ----- | ----- | ----- | ----- | ----- | ----- | ----- | ----- | ----- |
| 2.120 | 2.162 | 1.968 | 1.975 | 1.827 | 1.647 | 1.748 | 1.824 | 1.812 | 1.812 |

| 1996  | 1998  | 2000  | 2002  | 2004  | 2006  | 2008  | 2010  | 2012  | 2014  |
| ----- | ----- | ----- | ----- | ----- | ----- | ----- | ----- | ----- | ----- |
| 1.806 | 1.862 | 1.921 | 1.918 | 1.992 | 2.079 | 2.189 | 2.210 | 2.257 | 2.235 |

| 2016  | 2018  | 2020  | 2022  | 2024  | 2026 | 2028 | 2030 | 2032 | 2034 |
| ----- | ----- | ----- | ----- | ----- | ---- | ---- | ---- | ---- | ---- |
| 2.279 | 2.322 | 2.399 | 2.407 | 2.390 | -    | -    | -    | -    | -    |

El 1787 incorpora Sant Andreu del Terri; el 1857, Borgonyà, Corts, Pujals dels Cavallers, Pujals dels Pagesos, Ravós del Terri, Santa Llogaia del Terri i Sords; el 1981, Sant Andreu del Terri.

## Personatges il·lustres
- Pere Arpa i Torremilans nascut a Cornellà de Terri fou músic i un dels fundadors de la cobla Selvatana.
- Bernat Bernat nascut a Cornellà i que fou bisbe de la ciutat de Carcassona.
- Patllari Calbet, monjo del monestir de Sant Esteve de Banyoles, sagristà major de l'Abadia d'Arles.
- Narcís Coll d'Ermedàs que arribà a ser arquebisbe de Caracas.
- Guillem de Corts que col·laborà en les obres de la catedral de Girona.
- Quim Bou comicaire resident a Cornellà de Terri que treballa en els aspectes de guionista, dibuixant, entintador i colorista. També ha treballat com a il·lustrador de diversos llibres infantils i juvenils.
- Joan Roura (finals del segle XVII-XVIII) va ser domer de Cornellà i va escriure el llibre de notes Consueta(1677-1716) al voltant de la vida i les festes religioses de Cornellà.[1]

## Flora i fauna
A les zones menys planeres, en els turons i serrats del municipi hi domina el bosc l'alzina. El sota bosc està format per arbustos com la brolla de romaní, el bruc, l'argelaga, el marfull o el llentiscle. La conca del Terri té dos afluents principals, les rieres de Revardit i de Matamors. En els marges del Terri hi ha una escassa presència del bosc de ribera (freixes i salzes), en gran part substituït per plantacions de pollancres i plàtans.
A la vall hi domina l'activitat agrícola, amb els cultius típics de secà (cereals, blat de moro, farratges) i els de regadiu (llegums i hortalisses).
La fauna que abunda al municipi és la pròpia del mediterrani. En els cursos fluvials es pot trobar espècies de peixos autòctones o introduïdes com el barb, la bagra o la carpa. Anteriorment vivien llúdrigues en les aigües del Terri

## Les fonts
La distribució de les fonts dins el municipi és molt dispersa, ja que està format per diversos pobles i veïnats. Les trobem principalment pròximes al Riu Terri i en petites concentracions a la zona de Borgonyà i de Ravós del Terri. Al Molí de Borgonyà se'n poden visitar diverses. Entre d'altres destaquen la Font de Can Ferronic pròxima a la bòbila de l'època Romana situada a Ermedàs. Es creu que servia per proveir-la d'aigua. I la Font de Ca n'Illa que mostra la utilitat dels safareigs i els vivers amb rentadors per no haver de rentar la roba de genolls.

## Agermanaments
- Cornellà del Bercol, municipi del Rosselló.